# Gret Palucca
Gret Palucca (* 8 de enero de 1902 en Múnich; † 22 de marzo de 1993 en Dresde) fue una bailarina y profesora de danza alemana.

## Biografía
Nació en Múnich con el nombre de Margarete Paluka. Al poco de nacer, se mudó con su familia a San Francisco. En 1909 volvió a Alemania con su madre para establecerse en la ciudad de Dresde. Allí, entre 1914 y 1916, recibió clases de ballet de Heinrich Kröller. 
Ya como alumna de ballet, Gret Palucca tenía una visión escéptica de la danza clásica. Es entonces cuando vivió en Dresde una experiencia clave. Vio a Mary Wigman sobre el escenario y se convirtió en una de sus primeras alumnas.
Su encuentro con Mary Wigman fue esencial para su evolución artística, pues ésta se sentía frustrada respecto a lo que ella consideraba rigidez artística de la técnica del baile. Por ello bajo la tutela de Wigman se dedicó a crear nuevas formas de expresión artística que reflejaban su propio espíritu interno.
Hasta 1924 bailó en el grupo de Wigman. Entonces inició su carrera en solitario y se convirtió en una de las más prominentes bailarinas de la danza moderna. Su estilo era alegre y despreocupado, en ocasiones incluso humorístico, como se puede comprobar en la coreografía de In weitem Schwung o en Tanzfreude.
En 1925 fundó su propia escuela: la Escuela de Baile Palucca de Dresde se diferenció significativamente de otras escuelas del mismo tipo. La formación no se centraba en la preparación y adiestramiento físico del alumnado, sino también en su educación intelectual y artística. Entre sus alumnas más conocidas se encuentran Ruth Berghaus y Lotte Goslar.
La vida de Pelucca era el baile, por ello prestaba poca atención a la política y sus acontecimientos en la República de Weimar, artísticamente brillante, pero plagada de crisis. En 1933 muchos bailarines huyeron al ser de origen judío debido a la dictadura de Adolf Hitler, sin embargo, Pelucca permaneció en Dresde dando clase y disfrutando de su reputación como una de las mejores bailarinas de Alemania.
Durante los primeros años del Tercer Reich, la danza moderna se tenía en alta estima. Los nazis buscaban apoyaban el ballet, pues lo consideraban un arte que cultivaba la belleza física, la fuerza corporal y la vitalidad. Los bailes de Pelucca no tenían un mensaje político que podría ser vinculado con la Weltanschauung nacionalista, sin embargo, tampoco ofrecía un rechazo de sus valores.
Para ella actuar era su prioridad máxima en la vida. En 1934 actuó en el Festival de Danza de Berlín y en 1936, participó en la ceremonia de inauguración de los Juegos Olímpicos de Berlín 1936. En 1939 las autoridades nazis le prohibieron bailar, según un oficial nazi la escuela de danza de Pelucca era artfremd, es decir, ajena y extranjera, y fue relevada en la dirección de su Escuela. No obstante, siguió bailando en eventos privados, lo cual le sería también prohibido más tarde, bajo amenaza de internamiento en un campo de concentración.
De acuerdo con el canal de teatro de la ZDF, sobre Palucca no pesaba ninguna prohibición de actuar durante el Tercer Reich, salvo en eventos organizados por el Partido. Según dicha cadena, durante esta época actuó con más frecuencia de lo que lo había hecho antes y de lo que lo haría después. Dicha prohibición de actuar no sería sino una leyenda propagada por las autoridades culturales de la RDA. 
En 1949 se nacionalizó la Escuela. La danza moderna ya no estaba solicitada. Bajo el concepto de Nueva Danza Artística trató no obstante de mantenerla viva en los planes de estudio, dominados por aquel entonces por el ballet clásico. Cuando se fundó la Academia Alemana de las Artes, Palucca fue invitada a tomar parte, y entre 1965 y 1970 fue vicepresidenta.
Con motivo del 75 cumpleaños de Wilhelm Pieck, en 1951, ofreció su última actuación en solitario. Como docente permaneció en activo hasta edad avanzada. En 1993 falleció en Dresde y fue enterrada en la isla de Hiddensee en el Mar Báltico.

## Danza moderna y pedagógica
En 1920 se matriculó en la escuela de Wigman en Dresde. Wigman, que falleció en 1973, recordaba en un ensayo escrito a finales de su vida: "Entre mis primeras alumnas había una chica de caderas estrechas y aspecto aniñado, con un rostro afilado enmarcado por un alborotado cabello rubio rojizo. Su nombre: Gret Palucca. Un excelente temperamento para la danza con una habilidad natural para el salto como nunca he vuelto a experimentar con ninguna de las muchas bailarinas a las que he enseñado a lo largo de los años. Palucca era en muchos sentidos una alumna improbable”. Pero, como pronto descubrió Wigman, poseía tanto los elementos psicológicos necesarios para triunfar como bailarina como unas habilidades físicas que sólo rara vez aparecían en un artista, muy concretamente su disposición a realizar saltos tan potentes que cubrían grandes distancias a través del escenario. El enfoque que Palucca daba a la danza era diferente al de Wigman, cuyo estilo podría caracterizarse como melancólico, dotado de gran complejidad y solemnidad. Enfatizando los vínculos entre danza y música, el estilo de Palucca era invariablemente más despreocupado y optimista. El columnista Jack Anderson ha señalado que su enfoque coreográfico se centraba en "las cualidades del movimiento, más que en los estados emocionales".
En 1925, Palucca fundó su propia escuela en Dresde, la Privatschule des Neuen Künstlerischen Tanzes (Escuela Privada de la Nueva Danza Artística). Para Palucca, el objetivo en el aula debe ser la preparación de un bailarín pensante y actor libre e inspirado,  que sea capaz de aprehender los inventarios artísticos. Su labor no es solo la de asimilar sino de reflexionar críticamente sobre las obras dancísticas y desarrollar una actitud crítica hacia su propio trabajo. A finales de la década de 1920, su repertorio incluía la popular Improvisación técnica (1927), que algunos escritores de danza compararon con un estudio de Chopin. Su coreografía, inspirada en la música y vinculada a la cultura expresionista alemana, estaba enraizada en la improvisación, y ésta se convirtió en un elemento clave de su enseñanza. Las artes visuales también sirvieron de inspiración para las danzas de "die Palucca" (al principio de su carrera omitía su nombre de pila en los programas). Entró en contacto con la famosa escuela Bauhaus (y viceversa) donde se encontraban figuras como Wassily Kandinsky, que admiraba "la estructura inusualmente precisa" de sus danzas, y Laszlo Moholy-Nagy, que la elogió como "la más lúcida de las bailarinas actuales". Dijo Moholy-Nagy: "Ella es para nosotros la ley del movimiento recién encontrada". Los artistas plásticos del periodo de Weimar vieron en su estilo una cualidad casi arquitectónica, parecía  haberse inspirado en una obra de Mondrian que tenía colgada en la pared sobre el piano de su estudio. Otros artistas que mostraron una particular intriga por el estilo de Palucca fueron Lyonel Feininger, Walter Gropius, Ernst Ludwig Kirchner y Paul Klee.
Tuvo un  éxito indiscutible entre el público alemán como principal exponente de la Ausdruckstanz (danza expresionista) contemporánea, y a finales de la década de 1920 llegó a ofrecer hasta 100 actuaciones por temporada. Su público estaba encantado con sus continuos tanteos y  exploraciones en escena, que incluso incluían una danza basada en algo tan elemental como sus ejercicios matutinos de calentamiento. En sus escritos se percibe el deseo de liberar la danza de la rigidez del ballet clásico, que seguía  atrapado en patrones acabados, creando afinidad con la métrica constitutiva de la naturaleza. Una especie de escritura automática del cuerpo que se libera no sólo de las limitaciones técnicas de la mirada ajena a él, sino también de toda referencia psicológica y narrativa. No obstante, la ausencia de rigidez no implicaba el defecto de disciplina, era muy importante el cuidado y el dominio del cuerpo como instrumento y vía para fomentar el espíritu. Así pues, en su metodología, destacaba la necesaria educación humanística e intelectual a través del cuerpo y nuestra percepción de él. Rudolf Arnheim, admirador de su obra, ha escrito sobre la pureza abstracta y la objetividad del arte de Palucca, que comparó con "una exploración sistemática de la anatomía". Incluso los escépticos contemporáneos de la obra de Palucca -como el crítico de danza estadounidense John Martin, que detectó manierismos y composiciones que le parecían "totalmente faltos de imaginación"- tuvieron que admitir que Palucca era sin duda una artista con sustancia. Palucca ofreció una perspicaz visión de su  estilo con la observación: "Ich will nicht hübsch und niedlich tanzen" (No quiero bailar de forma bonita ni delicada). Su propósito era aportar una visión desenfadada a la danza, cuyo eje sería la expresión corporal y no la técnica. A través de movimientos fluidos, pretendía expresar ideas propias y sensibles al mundo que le rodea, fomentar la libertad y enardecer la fantasía. Al fin y al cabo, su danza era una expresión de la individualidad dentro de un régimen que pretendía controlar el cuerpo colectivo.  Durante los años de la guerra, Palucca se dedicó a instruir de manera informal a algunos alumnos privados y a mantener sus propias habilidades como bailarina. Palucca sobrevivió a la tormenta de fuego que destruyó prácticamente toda la ciudad en febrero de 1945.
Tras la derrota alemana, Dresde quedó en la zona de ocupación soviética de Alemania. A pesar de haber permanecido en Alemania durante los años del nazismo, Palucca no fue asociada a la dictadura fascista. En consecuencia, pronto empezó a beneficiarse del apoyo  tanto de la nueva administración municipal antinazi de Dresde como de los funcionarios culturales soviéticos. En julio de 1945, con Dresde aún en ruinas, Palucca presentó su primer recital de danza en solitario de la posguerra. Poco después, volvió a dar clases en su propia escuela de danza. En 1950 brindó su último Tanzabend (noche de baile). En 1952 -tres años después de que la Zona de Ocupación Soviética se convirtiera en la República Democrática Alemana (RDA)- su escuela fue nacionalizada como Tanzhochschule Dresden (Academia de Danza de Dresde). Siguió siendo su directora indiscutible, disfrutando no sólo de un inmenso prestigio, sino también de generosas  subvenciones estatales. A partir de 1948, también impartió clases de verano en la isla báltica de Hiddensee, donde sus alumnos utilizaban la playa, el faro y las dunas para actuar. En 1950, fue miembro fundador de la prestigiosa Academia Alemana de las Artes de la RDA; en 1955, trasladó su escuela a un edificio  restaurado en la venerable Basteiplatz de Dresde; y en 1962, recibió el prestigioso título de Professorin.
Aunque algunos críticos de danza occidentales creían que la restrictiva atmósfera artística de la RDA había provocado una "congelación en el tiempo" de la pedagogía de la danza de Palucca, otros quedaron impresionados por su continua determinación y perseverancia como profesora. Pues, a pesar de que la edad obligó a Palucca a reducir sus horas de enseñanza,  insistió en seguir dando clases regulares para niños hasta pasados los 80 años. Entre sus alumnas se encontraban figuras tan importantes del arte alemán como Ruth Berghaus, Hannelore Bey, Arila Siegert y Hanne Wandtke.
En Europa, Palucca sigue siendo un nombre legendario en la danza moderna. Tenía un público devoto. Los intelectuales la idealizaban y los artistas la retrataban. Sigue siendo un nombre de referencia entre los bailarines de esta y otras categorías.

## Condecoraciones
- Premio Nacional de la RDA de arte y literatura de clase 2 (1960 y 1976) y de clase 1 (1981).
- Certificado de Honor del Festival Internacional de Danza con motivo de la XI Olimpiada, 1936.
- Broche de honor y Orden Patriótica del Mérito en bronce y en oro, 1985, 1958 y 1972.
- Medalla de oro Johannes R. Becher, 1964
- Medalla Pestalozzi al servicio leal en plata (1966) y oro (1975)
- Orden de la Bandera del Trabajo, 1967
- Premio de Arte Martin Andersen Nexö de la ciudad de Dresde, 1972
- Miembro de honor de la Asociación de Trabajadores del Teatro de la RDA, 1975
- Estrella de oro de la Amistad de los Pueblos, 1980 y 1987
- Nombrada hija predilecta de Dresde en 1979.
- Premio Alemán de Danza, 1983
- Miembro honorario de la Academia Alemania de Danza, 1987.
- Miembro honorario de la Academia de las Artes de Berlín, 1991.
- Gran Cruz al Mérito con Estrella de la República Federal de Alemania, 1992.

## Otros reconocimientos
En Dresde existe una calle con su nombre, la Gret Palucca Strasse. Otra, ubicada en el distrito de Aubing de Berlín, el Gret Palucca Weg, recibió su nombre en 2014. 
En el museo Hofmüle de Dresde hay una exposición permanente sobre su vida y obra.
La fachada de una casa en Kanzleigäßchen, Dresde, está diseñada con imágenes de Palucca bailando.
En su honor se emitió el 8 de octubre de 1998 un sello de 4,40 marcos con su retrato y la leyenda Gret Palucca Deutschland, dentro de la serie Mujeres en la historia alemana.

## Curiosidades
Los que fueron durante muchos años sus anfitriones durante sus vacaciones de verano en la isla de Sylt, llamaron a principios de los años 60 “Palucca” a su primer barco para excursiones; todos los barcos flotados posteriormente por esta pequeña compañía han tenido como nombre, o bien “Palucca”, o bien “Gret Palucca”. Aún hoy, un “cutter” turístico de la compañía Adler, que se ha hecho con el control de las líneas de la antigua flota de paluccas se sigue llamando “Gret Palucca”.

## Monografías
● Olaf Rydberg (es decir, Will Grohmann): El bailarín Palucca. Reissner, Dresden 1935.
● Werner Schmidt: artistas alrededor de Palucca. Exposición en honor al 85 cumpleaños. Kupferstich-Kabinett. Colección Estatal de Arte de Dresde, Dresden 1987.
● Peter Jarchow, Ralf Stabel: Palucca de su vida, Sobre su arte. Con prólogo de Ingrid Biedenkopf. Henschel, Berlín 1997, ISBN 3-89487266-7.
● Katja Erdmann-Rajski: Gret Palucca. Danza y experiencia de danza en Alemania en el siglo XX. República de Weimar, Nacionalsocialismo, República Democrática Alemana. Publicado por el Archivo Alemán de Danza en Colonia.  Disertación. Olms, Hildesheim 2000, ISBN 3-487-11143-8.
● Ralf Stabel: ¡Baila, Palucca! La encarnación de una pasión. La biografía. Henschel, Berlín 2001, ISBN 3-89487-397-3.
● Ralf Stabel: Hacia adelante - hacia atrás - hacia los lados - con y sin cambiar el frente.  Sobre la historia de la escuela Palucca en Dresden. Noetzel, Wilhelmshaven 2002, ISBN 3-7959-0799-3.
● Gret Palucca: escritos, entrevistas, manuscritos de danza. Editado y con epílogo de Huguette Duvoisin y René Radrizzani. Schwabe, Basilea 2008, ISBN 978-3-7965-2425-7.
● Susanne Beyer: Palucca - La biografía.  AvivA Verlag, Berlín 2009, ISBN 978-3-932338-35-9.
● Ralf Stabel: Palucca. Su vida, su baile.  Henschel Verlag, Leipzig 2019. ISBN 978-3-89487-807-8.

## Selección de artículos
● Ralf Stabel: Palucca, Gret.  En: Nueva biografía alemana (NDB). Volumen 20, Duncker & Humblot, Berlín 2001, ISBN 3-428-00201-6, página 24 y sig. (copia digital).
● Marion Kant: Gret Palucca y la danza avanzada en Dresden. En: Dresden y la música avanzada en el siglo XX.  Parte II: 1933–1966.  Editado por Matthias Herrmann y Hanns-Werner Heister.  Laaber 2002, ISBN 3-89007-510-X, págs. 361-372 (Musik in Dresden 5).
● Michaela Karl: Gret Palucca: La bailarina.  En: Amazonas bávaras - 12 retratos.  Pustet, Ratisbona 2004, ISBN 3-79171868-1, págs. 190-208.
● Kornelia Knospe: Palucca, Gret.  En: ¿Quién era quién en la RDA? 5.ª edición. Volumen 2. Ch. Links, Berlín 2010, ISBN 978-3-86153-561-4.
● Hubertus Adam: "Mi mejor época fue en la Bauhaus". Palucca en las redes de la vanguardia. En: Hubertus Adam, Sally Schöne (eds.): Danza expresiva y escenario Bauhaus.  Michael Imhof Verlag, Petersberg 2019, ISBN 978-3-7319-0852-4, págs. 58-79.